# Remember December (singel Demi Lovato)
Remember December – piosenka amerykańskiej wokalistki Demi Lovato. Jest to drugi singiel promujący jej drugi studyjny album zatytułowany Here We Go Again. Singel miał swoją premierę 12 listopada 2009 roku.

## Teledysk
Reżyserem teledysku jest Tim Wheeler, który reżyserował także teledysk do piosenki La La Land oraz Here We Go Again. Teledysk pojawił się na oficjalnym kanale Hollywood Records 12 listopada 2009 roku. W teledysku Demi towarzyszyły przyjaciółki z planu filmu Camp Rock 2: Wielki finał.